# Pretarouca
Pretarouca é uma povoação portuguesa do Município de Lamego que foi sede da extinta Freguesia de Pretarouca, freguesia que tinha 4,26 km² de área e 69 habitantes (2011), e, por isso, uma densidade populacional de 16,2 hab/km².
A Freguesia de Pretarouca foi extinta em 2013, no âmbito de uma reforma administrativa nacional, para, em conjunto com as Freguesias de Bigorne e Magueija, formar uma nova freguesia denominada União das Freguesias de Bigorne, Magueija e Pretarouca com sede em Magueija.

## População
| População da freguesia de Pretarouca | População da freguesia de Pretarouca | População da freguesia de Pretarouca | População da freguesia de Pretarouca | População da freguesia de Pretarouca | População da freguesia de Pretarouca | População da freguesia de Pretarouca | População da freguesia de Pretarouca | População da freguesia de Pretarouca | População da freguesia de Pretarouca | População da freguesia de Pretarouca | População da freguesia de Pretarouca | População da freguesia de Pretarouca | População da freguesia de Pretarouca | População da freguesia de Pretarouca |
| ------------------------------------ | ------------------------------------ | ------------------------------------ | ------------------------------------ | ------------------------------------ | ------------------------------------ | ------------------------------------ | ------------------------------------ | ------------------------------------ | ------------------------------------ | ------------------------------------ | ------------------------------------ | ------------------------------------ | ------------------------------------ | ------------------------------------ |
| 1864                                 | 1878                                 | 1890                                 | 1900                                 | 1911                                 | 1920                                 | 1930                                 | 1940                                 | 1950                                 | 1960                                 | 1970                                 | 1981                                 | 1991                                 | 2001                                 | 2011                                 |
|                                      | 260                                  |                                      |                                      |                                      |                                      |                                      | 263                                  |                                      | 309                                  | 259                                  | 203                                  | 153                                  | 103                                  | 69                                   |

Nos censos de 1864 a 1930 estava anexada à freguesia de Bigorne. Pelo decreto lei nº 27.424, de 31/12/1936, foi extinta, ficando incorporada na freguesia de Bigorne. No entanto, no censo de 1940 figuram como freguesias distintas. Pelo decreto lei nº 39.835, de 02/10/1954, foi novamente criada a freguesia de Petrarouca com lugares da freguesia de Bigorne
| Distribuição da População por Grupos Etários | Distribuição da População por Grupos Etários | Distribuição da População por Grupos Etários | Distribuição da População por Grupos Etários | Distribuição da População por Grupos Etários | Distribuição da População por Grupos Etários | Distribuição da População por Grupos Etários | Distribuição da População por Grupos Etários | Distribuição da População por Grupos Etários | Distribuição da População por Grupos Etários |
| -------------------------------------------- | -------------------------------------------- | -------------------------------------------- | -------------------------------------------- | -------------------------------------------- | -------------------------------------------- | -------------------------------------------- | -------------------------------------------- | -------------------------------------------- | -------------------------------------------- |
| Ano                                          | 0-14 Anos                                    | 15-24 Anos                                   | 25-64 Anos                                   | > 65 Anos                                    |                                              | 0-14 Anos                                    | 15-24 Anos                                   | 25-64 Anos                                   | > 65 Anos                                    |
| 2001                                         | 10                                           | 13                                           | 41                                           | 39                                           |                                              | 9,7%                                         | 12,6%                                        | 39,8%                                        | 37,9%                                        |
| 2011                                         | 8                                            | 3                                            | 30                                           | 28                                           |                                              | 11,6%                                        | 4,3%                                         | 43,5%                                        | 40,6%                                        |

Média do País no censo de 2001:  0/14 Anos-16,0%; 15/24 Anos-14,3%; 25/64 Anos-53,4%; 65 e mais Anos-16,4%
Média do País no censo de 2011:   0/14 Anos-14,9%; 15/24 Anos-10,9%; 25/64 Anos-55,2%; 65 e mais Anos-19,0%